# Karl Otto Stegmann
Karl Otto Stegmann (* 28. Mai 1901 in Oelsnitz/Erzgeb.; † 8. Mai 1930 in der Tschechoslowakei) war ein deutscher Motorradrennfahrer.

## Karriere
Der aus Oelsnitz im Erzgebirge stammende Karl Otto Stegmann war in den späten 1920er-Jahren ein profilierter Motorradrennfahrer. Er galt als äußerst begabt sowie nervenstark und soll durch eine starke Sehschwäche, die ihn zwang, Brillen mit über 4,5 Dioptrien zu tragen, gehandicapt gewesen sein. Stegmann betrieb in Oelsnitzer Stadtteil Neuoelsnitz zusammen mit seinem Rennfahrerkollegen Erich Sonntag ein Motorrad-Geschäft und war Mitglied im Oelsnitzer Motorsportclub.
Stegmann begann auf einer serienmäßigen Mabeco, mit der er 1924 in der 750-cm³-Kategorie in seiner Heimatstadt einen Sieg feiern konnte. Im Jahr 1926 gewann er auf einer privaten A.J.S. den 750-cm³-Lauf des Schleizer Dreieckrennens. 1927 wurde Stegmann ins Werksteam von DKW berufen und vertrat den Zschopauer Hersteller bei allen wichtigen Rennen. Seinen ersten Podestplatz für DKW errang er 1927 beim Lückendorfer Bergrennen. Wenig später siegte er auf dem Grillenburger Dreieck und feierte in Schleiz und beim Schauinsland-Bergrennen bei Freiburg im Breisgau weitere Podiumsplätze.
Im Jahr 1928 gewann Stegmann die Halbliterwertung in Lückendorf und wurde wenig später beim AVUS-Rennen in der 500-cm³-Kategorie Zweiter hinter seinem Markenkollegen Ernst Zündorf. Ende Juni 1928 wurde er beim Marienberger Dreieckrennen in der Klasse über 500 cm³ Zweiter hinter Toni Bauhofer (BMW) und musste sich auch im Halbliterlauf der Veranstaltung nur um wenige Zehntelsekunden Arthur Dom (Standard) geschlagen geben. Wenig später siegte er beim Schauinsland-Bergrennen mit der schnellsten Zeit aller Motorräder. Weiterhin gewann Stegmann 1928 das Buckower Dreiecksrennen und schlug dabei den Deutschen 500-cm³-Meister der Saison, Hans Soenius. Zum Saisonabschluss errang er noch Podestplätze beim Herbstrennen auf der Berliner AVUS und beim Rundstreckenrennen in Königsbrück.
Ab 1929 ging Karl Otto Stegmann für die Werksrennabteilung von BMW an den Start, für die er unter anderem einen Geschwindigkeitsweltrekord in der 750-cm³-Kategorie aufstellte. In seiner ersten Saison für die Münchner errang er Siege beim Bergrennen Zbraslav–Jíloviště in der Tschechoslowakei, beim Klausenpaß-Rennen und mit Tagesbestzeit und neuem Rekord beim Lückendorfer Bergrennen. Außerdem errang er Podestplätze beim Eilenriederennen, beim Großen Preis der Tschechoslowakei in Prag-Zbraslav und beim Großen Preis von Deutschland auf der Nordschleife des Nürburgrings. Vor den letzten Meisterschaftslauf der Saison auf dem Schleizer Dreieck lag Stegmann, sein BMW-Teamkollege Hans Soenius und der DKW-Pilot Josef Klein punktgleich an der Spitze der 500-cm³-Gesamtwertung. Stegmann führte mit seiner kompressorgeladenen Maschine das Rennen an, musste aber wegen eines Schadens am Hinterreifen aufgeben. Soenius gewann schließlich und sicherte sich seinen dritten deutschen Meistertitel in Folge in der Halbliterkategorie.
In der Saison 1930 siegte Stegmann auf BMW in der Klasse über 500 cm³ beim Eilenriederennen in Hannover und in der Halbliterkategorie mit Tagesbestzeit beim Großen Preis von Ungarn in Budapest.
Am 8. Mai 1930 verunglückte Karl Otto Stegmann auf 750-cm³-BMW beim Training zum Bergrennen Zbraslav–Jíloviště nahe Prag im Alter von 28 Jahren tödlich. Das Unglück ereignete sich kurz nach dem Start. Stegmann erlitt mehrere Knochenbrüche – darunter einen Beckenbruch – sowie innere Verletzungen, denen er, ohne das Bewusstsein wiedererlangt zu haben, wenig später in einem Krankenhaus erlag.
Nach dem Unfall zog das BMW-Werksteam seine Maschinen vom Rennwochenende zurück. Stegmann wurde am 12. Mai 1930 unter großer Anteilnahme auf dem Friedhof seiner Heimatstadt Oelsnitz begraben. Sein Grabstein existiert heute noch.

## Rennsiege
| Jahr | Klasse  | Maschine | Rennen                              | Strecke               |
| ---- | ------- | -------- | ----------------------------------- | --------------------- |
| 1926 | 750 cm³ | A.J.S.   | Schleizer Dreieckrennen             | Schleizer Dreieck     |
| 1927 | 500 cm³ | DKW      | Lückendorfer Bergrennen             | Gabler Straße         |
| 1927 | 500 cm³ | DKW      | 4. große Dreiecksfahrt des DMC 1914 | Grillenburger Dreieck |
| 1928 | 500 cm³ | DKW      | Lückendorfer Bergrennen             | Gabler Straße         |
| 1928 |         | DKW      | Schauinsland-Bergrennen             |                       |
| 1928 |         | DKW      | Buckower Dreieckrennen              | Buckower Dreieck      |
| 1929 |         | BMW      | Bergrennen Zbraslav–Jíloviště       |                       |
| 1929 |         | BMW      | Klausenpass-Rennen                  | Klausenpass           |
| 1930 | 500 cm³ | BMW      | Eilenriederennen                    | Eilenriede            |
| 1930 | 500 cm³ | BMW      | Großen Preis von Ungarn             | Budapest              |

## Verweise